# Liste der Delta-II-Raketenstarts

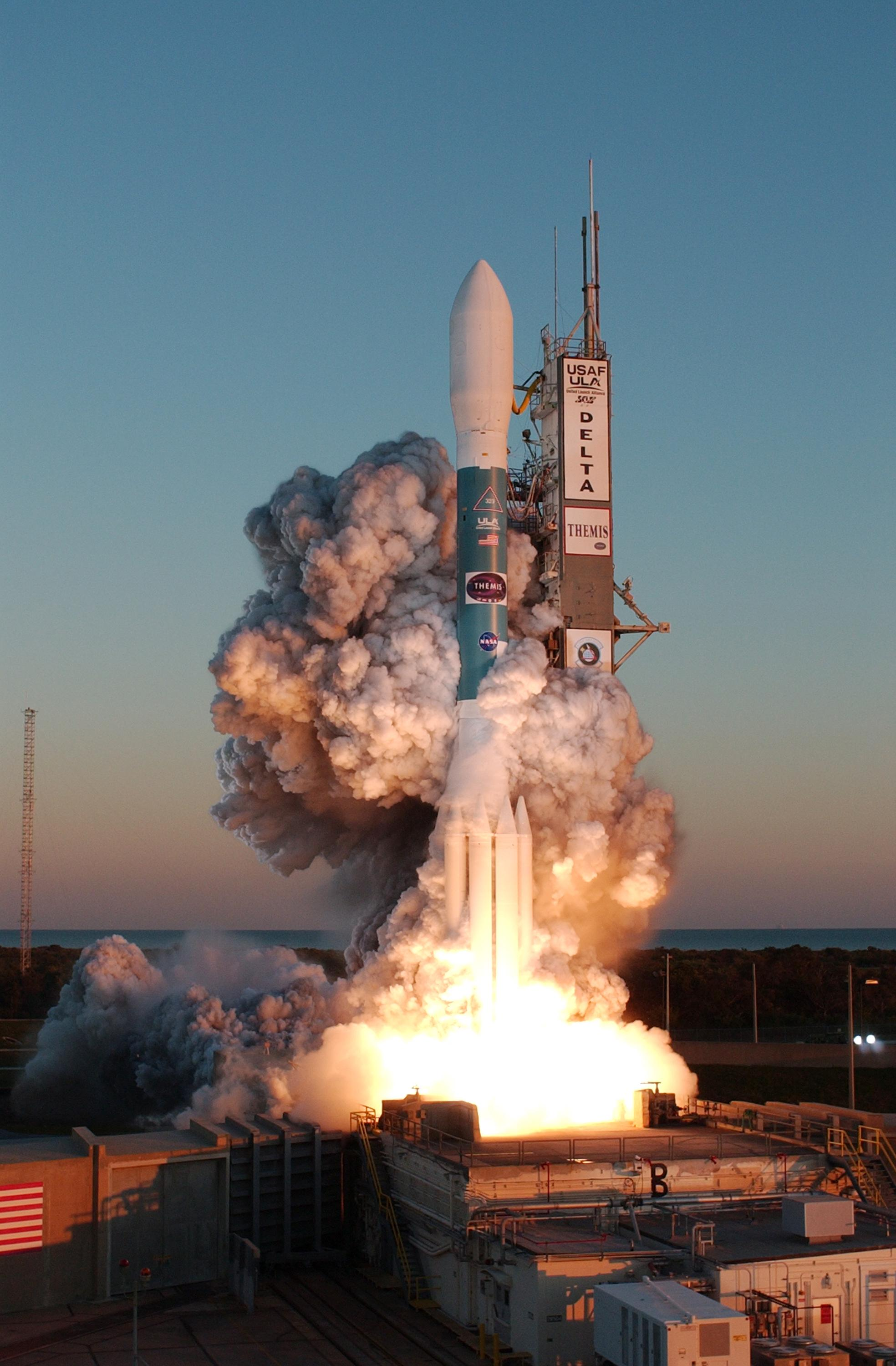
Start einer Delta-II-Rakete im November 2006

Dies ist eine Liste aller 155 Starts der Startliste der Delta-II-Trägerrakete, einschließlich fehlgeschlagener Starts.

## Startliste der Delta II
| Startdatum (UTC) | Typ | Ser.-Nr. | Startplatz | Nutzlast 1 | Art der Nutzlast | Umlaufbahn | Anmerkungen | |
| 1990 – 1991 – 1992 – 1993 – 1994 – 1995 – 1996 – 1997 – 1998 – 1999 – 2000 – 2001 – 2002 – 2003 – 2004 – 2005 – 2006 – 2007 – 2008 – 2009 – 2010 – 2011 – 2014 – 2015 – 2017 – 2018 | 1990 – 1991 – 1992 – 1993 – 1994 – 1995 – 1996 – 1997 – 1998 – 1999 – 2000 – 2001 – 2002 – 2003 – 2004 – 2005 – 2006 – 2007 – 2008 – 2009 – 2010 – 2011 – 2014 – 2015 – 2017 – 2018 | 1990 – 1991 – 1992 – 1993 – 1994 – 1995 – 1996 – 1997 – 1998 – 1999 – 2000 – 2001 – 2002 – 2003 – 2004 – 2005 – 2006 – 2007 – 2008 – 2009 – 2010 – 2011 – 2014 – 2015 – 2017 – 2018 | 1990 – 1991 – 1992 – 1993 – 1994 – 1995 – 1996 – 1997 – 1998 – 1999 – 2000 – 2001 – 2002 – 2003 – 2004 – 2005 – 2006 – 2007 – 2008 – 2009 – 2010 – 2011 – 2014 – 2015 – 2017 – 2018 | 1990 – 1991 – 1992 – 1993 – 1994 – 1995 – 1996 – 1997 – 1998 – 1999 – 2000 – 2001 – 2002 – 2003 – 2004 – 2005 – 2006 – 2007 – 2008 – 2009 – 2010 – 2011 – 2014 – 2015 – 2017 – 2018 | 1990 – 1991 – 1992 – 1993 – 1994 – 1995 – 1996 – 1997 – 1998 – 1999 – 2000 – 2001 – 2002 – 2003 – 2004 – 2005 – 2006 – 2007 – 2008 – 2009 – 2010 – 2011 – 2014 – 2015 – 2017 – 2018 | 1990 – 1991 – 1992 – 1993 – 1994 – 1995 – 1996 – 1997 – 1998 – 1999 – 2000 – 2001 – 2002 – 2003 – 2004 – 2005 – 2006 – 2007 – 2008 – 2009 – 2010 – 2011 – 2014 – 2015 – 2017 – 2018 | 1990 – 1991 – 1992 – 1993 – 1994 – 1995 – 1996 – 1997 – 1998 – 1999 – 2000 – 2001 – 2002 – 2003 – 2004 – 2005 – 2006 – 2007 – 2008 – 2009 – 2010 – 2011 – 2014 – 2015 – 2017 – 2018 | 1990 – 1991 – 1992 – 1993 – 1994 – 1995 – 1996 – 1997 – 1998 – 1999 – 2000 – 2001 – 2002 – 2003 – 2004 – 2005 – 2006 – 2007 – 2008 – 2009 – 2010 – 2011 – 2014 – 2015 – 2017 – 2018 |
| 1990 | 1990 | 1990 | 1990 | 1990 | 1990 | 1990 | 1990 | 1990 |
| --- | --- | --- | --- | --- | --- | --- | --- | --- |
| 26. November 1990 21:39 | Delta 7925 | D-201 | CC LC-17A | GPS IIA-1 (USA 66) | Militärischer Navigationssatellit | Transferbahn zum GPS-Orbit | Erfolg Erster Delta-II-Flug | |
| 1991 | | | | | | | | |
| 8. Januar 1991 00:53 | Delta 7925 | D-202 | CC LC-17B | NATO 4A | Militärischer Kommunikationssatellit | GTO | Erfolg | |
| 13. April 1991 00:09 | Delta 7925 | D-204 | CC LC-17B | ASC-2 | Kommunikationssatellit | GTO | Erfolg | |
| 29. Mai 1991 22:55 | Delta 7925 | D-205 | CC LC-17B | Satcom C5 | Kommunikationssatellit | GTO | Erfolg | |
| 4. Juli 1991 02:32 | Delta 7925 | D-206 | CC LC-17A | GPS IIA-2 (USA 71) LOSAT-X | Militärischer Navigationssatellit Experimentalsatellit | Transferbahn zum GPS-Orbit LEO | Erfolg | |
| 1992 | | | | | | | | |
| 23. Februar 1992 22:29 | Delta 7925 | D-207 | CC LC-17B | GPS IIA-3 (USA 79) | Militärischer Navigationssatellit | Transferbahn zum GPS-Orbit | Erfolg | |
| 10. April 1992 03:20 | Delta 7925 | D-208 | CC LC-17B | GPS IIA-4 (USA 80) | Militärischer Navigationssatellit | Transferbahn zum GPS-Orbit | Erfolg | |
| 14. Mai 1992 00:40 | Delta 7925-8 | D-209 | CC LC-17B | Palapa B4 | Kommunikationssatellit | GTO | Erfolg | |
| 7. Juli 1992 09:20 | Delta 7925 | D-211 | CC LC-17B | GPS IIA-5 (USA 83) | Militärischer Navigationssatellit | Transferbahn zum GPS-Orbit | Erfolg | |
| 31. August 1992 10:41 | Delta 7925 | D-213 | CC LC-17B | Satcom C4 | Kommunikationssatellit | GTO | Erfolg | |
| 9. September 1992 08:57 | Delta 7925 | D-214 | CC LC-17A | GPS IIA-6 (USA 84) | Militärischer Navigationssatellit | Transferbahn zum GPS-Orbit | Erfolg | |
| 12. Oktober 1992 09:47 | Delta 7925 | D-215 | CC LC-17B | DFS-Kopernikus 3 | Kommunikationssatellit | GTO | Erfolg | |
| 22. November 1992 23:54 | Delta 7925 | D-216 | CC LC-17A | GPS IIA-7 (USA 85) | Militärischer Navigationssatellit | Transferbahn zum GPS-Orbit | Erfolg | |
| 18. Dezember 1992 22:16 | Delta 7925 | D-217 | CC LC-17B | GPS IIA-8 (USA 87) | Militärischer Navigationssatellit | Transferbahn zum GPS-Orbit | Erfolg | |
| 1993 | | | | | | | | |
| 3. Februar 1993 02:55 | Delta 7925 | D-218 | CC LC-17A | GPS IIA-9 (USA 88) | Militärischer Navigationssatellit | Transferbahn zum GPS-Orbit | Erfolg | |
| 30. März 1993 03:09 | Delta 7925 | D-219 | CC LC-17A | GPS IIA-10 (USA 90) SEDS 1 | Militärischer Navigationssatellit Experimentalsatellit | Transferbahn zum GPS-Orbit | Erfolg SEDS 1 war durch eine Leine mit GPS IIA-10 verbunden | |
| 13. Mai 1993 00:07 | Delta 7925 | D-220 | CC LC-17A | GPS IIA-11 (USA 91) | Militärischer Navigationssatellit | Transferbahn zum GPS-Orbit | Erfolg | |
| 26. Juni 1993 13:27 | Delta 7925 | D-221 | CC LC-17A | GPS IIA-12 (USA 92) PMG | Militärischer Navigationssatellit Experimentalsatellit | Transferbahn zum GPS-Orbit | Erfolg | |
| 30. August 1993 12:38 | Delta 7925 | D-222 | CC LC-17B | GPS IIA-13 (USA 94) | Militärischer Navigationssatellit | Transferbahn zum GPS-Orbit | Erfolg | |
| 26. Oktober 1993 17:04 | Delta 7925 | D-223 | CC LC-17B | GPS IIA-14 (USA 96) | Militärischer Navigationssatellit | Transferbahn zum GPS-Orbit | Erfolg | |
| 8. Dezember 1993 00:48 | Delta 7925 | D-224 | CC LC-17A | NATO 4B (USA 98) | Militärischer Kommunikationssatellit | GTO | Erfolg | |
| 1994 | | | | | | | | |
| 19. Februar 1994 23:45 | Delta 7925-8 | D-225 | CC LC-17B | Galaxy 1R2 | Kommunikationssatellit | GTO | Erfolg | |
| 10. März 1994 03:40 | Delta 7925 | D-226 | CC LC-17A | GPS IIA-15 (USA 100) SEDS 2 | Militärischer Navigationssatellit Experimentalsatellit | Transferbahn zum GPS-Orbit | Erfolg SEDS 2 war durch eine Leine mit GPS IIA-15 verbunden | |
| 1. November 1994 09:31 | Delta 7925-10 | D-227 | CC LC-17B | Wind | Forschungssonde | L1-Orbit | Erfolg | |
| 1995 | | | | | | | | |
| 5. August 1995 11:10 | Delta 7925 | D-228 | CC LC-17B | Koreasat 1 (Mugungwha 1) | Kommunikationssatellit | GTO | Teilerfolg Ein Castor-Booster trennte sich nicht von der Rakete, sodass der Orbit niedriger als erwartet war                                                                        | |
| 4. November 1995 14:22 | Delta 7920-10 | D-229 | Va SLC-2W | Radarsat-1 Surfsat 1 | Radar-Erdbeobachtungssatellit Experimentalsatellit | SSO | Erfolg Erster Start einer Delta II von Vandenberg aus | |
| 30. Dezember 1995 13:48 | Delta 7920-10 | D-230 | CC LC-17A | RXTE (Explorer 69) | Röntgenteleskop | LEO | Erfolg | |
| 1996 | | | | | | | | |
| 14. Januar 1996 11:10 | Delta 7925 | D-231 | CC LC-17B | Koreasat 2 (Mugungwha 2) | Kommunikationssatellit | GTO | Erfolg | |
| 17. Februar 1996 20:43 | Delta 7925-8 | D-232 | CC LC-17B | NEAR Shoemaker | Raumsonde zu einem Asteroiden | Heliozentrisch | Erfolg | |
| 24. Februar 1996 11:24 | Delta 7925-10 | D-233 | Va SLC-2W | Polar | Forschungssatellit | PEO | Erfolg | |
| 28. März 1996 00:21 | Delta 7925 | D-234 | CC LC-17B | GPS IIA-16 (USA 117) | Militärischer Navigationssatellit | Transferbahn zum GPS-Orbit | Erfolg | |
| 24. April 1996 12:27 | Delta 7925-10 | D-235 | Va SLC-2W | Midcourse Space Experiment | Infrarot-Beobachtungssatellit | SSO | Erfolg | |
| 24. Mai 1996 01:09 | Delta 7925 | D-236 | CC LC-17B | Galaxy 9 | Kommunikationssatellit | GTO | Erfolg | |
| 16. Juli 1996 00:50 | Delta 7925 | D-237 | CC LC-17A | GPS IIA-17 (USA 126) | Militärischer Navigationssatellit | Transferbahn zum GPS-Orbit | Erfolg | |
| 12. September 1996 08:49 | Delta 7925 | D-238 | CC LC-17A | GPS IIA-18 (USA -128) | Militärischer Navigationssatellit | Transferbahn zum GPS-Orbit | Erfolg | |
| 7. November 1996 17:00 | Delta 7925 | D-239 | CC LC-17A | Mars Global Surveyor | Raumsonde zum Mars | Fluchtbahn zum Mars | Erfolg | |
| 4. Dezember 1996 06:58 | Delta 7925 | D-240 | CC LC-17B | Mars Pathfinder | Raumsonde zum Mars mit Rover | Fluchtbahn zum Mars | Erfolg | |
| 1997 | | | | | | | | |
| 17. Januar 1997 16:28 | Delta 7925 | D-241 | CC LC-17A | GPS IIR-1 | Militärischer Navigationssatellit | – | Fehlschlag | |
| 5. Mai 1997 14:55 | Delta 7920-10C | D-242 | Va SLC-2W | Iridium 4, 5, 6, 7, 8 | Fünf Kommunikationssatelliten | LEO | Erfolg | |
| 24. Mai 1997 22:39 | Delta 7925 | D-243 | CC LC-17A | Thor 2 | Kommunikationssatellit | GTO | Erfolg | |
| 9. Juli 1997 13:04 | Delta 7920-10C | D-244 | Va SLC-2W | Iridium 15, 17, 18, 20, 21 | Fünf Kommunikationssatelliten | LEO | Erfolg | |
| 23. Juli 1997 03:43 | Delta 7925 | D-245 | CC LC-17A | GPS IIR-2 (USA 132) | Militärischer Navigationssatellit | Transferbahn zum GPS-Orbit | Erfolg | |
| 21. August 1997 00:38 | Delta 7920-10C | D-246 | Va SLC-2W | Iridium 22, 23, 24, 25, 26 | Fünf Kommunikationssatelliten | LEO | Erfolg | |
| 25. August 1997 14:39 | Delta 7920-8 | D-247 | CC LC-17A | ACE (Explorer 71) | Raumsonde | L1-Orbit | Erfolg | |
| 27. September 1997 01:23 | Delta 7920-10C | D-248 | Va SLC-2W | Iridium 19, 34, 35, 36, 37 | Fünf Kommunikationssatelliten | LEO | Erfolg | |
| 6. November 1997 00:30 | Delta 7925 | D-249 | CC LC-17A | GPS IIA-19 (USA 135) | Militärischer Navigationssatellit | Transferbahn zum GPS-Orbit | Erfolg | |
| 9. November 1997 01:34 | Delta 7920-10C | D-250 | Va SLC-2W | Iridium 38, 39, 40, 41, 43 | Fünf Kommunikationssatelliten | LEO | Erfolg | |
| 20. Dezember 1997 13:16 | Delta 7920-10C | D-251 | Va SLC-2W | Iridium 45, 46, 47, 48, 49 | Fünf Kommunikationssatelliten | LEO | Erfolg | |
| 1998 | | | | | | | | |
| 10. Januar 1998 00:32 | Delta 7925 | D-252 | CC LC-17B | Skynet 4D | Militärischer Kommunikationssatellit | GTO | Erfolg | |
| 14. Februar 1998 14:34 | Delta 7420-10C | D-253 | CC LC-17A | Globalstar 1, 2, 3, 4 | Vier Kommunikationssatelliten | LEO | Erfolg | |
| 18. Februar 1998 13:58 | Delta 7920-10C | D-254 | Va SLC-2W | Iridium 50, 52, 53, 54, 56 | Fünf Kommunikationssatelliten | LEO | Erfolg | |
| 30. März 1998 06:02 | Delta 7920-10C | D-255 | Va SLC-2W | Iridium 55, 57, 58, 59, 60 | Fünf Kommunikationssatelliten | LEO | Erfolg | |
| 24. April 1998 22:38 | Delta 7420-10C | D-256 | CC LC-17A | Globalstar 6, 8, 14, 15 | Vier Kommunikationssatelliten | LEO | Erfolg | |
| 17. Mai 1998 21:16 | Delta 7920-10C | D-257 | Va SLC-2W | Iridium 70, 72, 73, 74, 75 | Fünf Kommunikationssatelliten | LEO | Erfolg | |
| 10. Juni 1998 00:35 | Delta 7925 | D-258 | CC LC-17A | Thor 3 | Kommunikationssatellit | GTO | Erfolg | |
| 8. September 1998 21:13 | Delta 7920-10C | D-260 | Va SLC-2W | Iridium 77, 79, 80, 81, 82 | Fünf Kommunikationssatelliten | LEO | Erfolg | |
| 24. Oktober 1998 12:08 | Delta 7326 | D-261 | CC LC-17A | Deep Space 1 SEDSat-1 | Raumsonde Amateurfunksatellit | Fluchtbahn LEO | Erfolg | |
| 6. November 1998 13:37 | Delta 7920-10C | D-262 | Va SLC-2W | Iridium 83, 84, 85, 86, 87 | Fünf Kommunikationssatelliten | LEO | Erfolg | |
| 22. November 1998 23:54 | Delta 7925 | D-263 | CC LC-17B | Bonum 1 | Kommunikationssatellit | GTO | Erfolg | |
| 11. Dezember 1998 18:45 | Delta 7425 | D-264 | CC LC-17A | Mars Climate Orbiter | Raumsonde zum Mars mit Rover | Fluchtbahn zum Mars | Erfolg | |
| 1999 | | | | | | | | |
| 3. Januar 1999 20:21 | Delta 7425 | D-265 | CC LC-17B | Mars Polar Lander Deep Space 2A & 2B | Marslander 2 Marsimpaktsonden | Fluchtbahn zum Mars | Erfolg Sonde später bei der Landung zerschellt | |
| 7. Februar 1999 21:04 | Delta 7426 | D-266 | CC LC-17A | Stardust | Raumsonde zum Kometen Wild 2 | Fluchtbahn | Erfolg | |
| 23. Februar 1999 10:29 | Delta 7920-10 | D-267 | Va SLC-2W | ARGOS Ørsted Sunsat (OSCAR 35) | Experimentalsatellit Erdbeobachtungssatellit Amateurfunksatellit | LEO | Erfolg | |
| 15. April 1999 18:32 | Delta 7920-10C | D-268 | Va SLC-2W | Landsat 7 | Erdbeobachtungssatellit | LEO | Erfolg | |
| 10. Juni 1999 13:48 | Delta 7420-10C | D-270 | CC LC-17B | Globalstar 25, 47, 49, 52 | Vier Kommunikationssatelliten | LEO | Erfolg | |
| 24. Juni 1999 15:44 | Delta 7320-10C | D-271 | CC LC-17A | FUSE (Explorer 77) | Weltraumteleskop | SSO | Erfolg | |
| 10. Juli 1999 08:45 | Delta 7420-10C | D-272 | CC LC-17B | Globalstar 30, 32, 35, 51 | Vier Kommunikationssatelliten | LEO | Erfolg | |
| 25. Juli 1999 07:46 | Delta 7420-10C | D-273 | CC LC-17A | Globalstar 26, 28, 43, 48 | Vier Kommunikationssatelliten | LEO | Erfolg | |
| 17. August 1999 04:37 | Delta 7420-10C | D-274 | CC LC-17B | Globalstar 24, 27, 53, 54 | Vier Kommunikationssatelliten | LEO | Erfolg | |
| 7. Oktober 1999 12:51 | Delta 7925 | D-275 | CC LC-17A | GPS IIR-3 (USA 145) | Militärischer Navigationssatellit | Transferbahn zum GPS-Orbit | Erfolg | |
| 2000 | | | | | | | | |
| 8. Februar 2000 21:24 | Delta 7420-10C | D-276 | CC LC-17B | Globalstar 60, 62, 63, 64 | Vier Kommunikationssatelliten | LEO | Erfolg | |
| 25. März 2000 20:34 | Delta 7326 | D-277 | Va SLC-2W | IMAGE (Explorer 78) | Forschungssatellit | HEO | Erfolg | |
| 11. Mai 2000 01:48 | Delta 7925 | D-278 | CC LC-17A | GPS IIR-4 (USA 150) | Militärischer Navigationssatellit | Transferbahn zum GPS-Orbit | Erfolg | |
| 16. Juli 2000 09:17 | Delta 7925 | D-279 | CC LC-17A | GPS IIR-5 (USA 151) | Militärischer Navigationssatellit | Transferbahn zum GPS-Orbit | Erfolg | |
| 10. November 2000 16:14 | Delta 7925 | D-281 | CC LC-17A | GPS IIR-6 (USA 154) | Militärischer Navigationssatellit | Transferbahn zum GPS-Orbit | Erfolg | |
| 21. November 2000 18:24 | Delta 7320-10C | D-282 | Va SLC-2W | Earth Observing 1 SAC-C Munin | Erdbeobachtungssatellit Forschungssatellit | LEO | Erfolg | |
| 2001 | | | | | | | | |
| 30. Januar 2001 07:55 | Delta 7925 | D-283 | CC LC-17A | GPS IIR-7 (USA 156) | Militärischer Navigationssatellit | Transferbahn zum GPS-Orbit | Erfolg | |
| 7. April 2001 15:02 | Delta 7925 | D-284 | CC LC-17A | Mars Odyssey 2001 | Raumsonde zum Mars | Fluchtbahn zum Mars | Erfolg | |
| 18. Mai 2001 17:45 | Delta 7925 | D-285 | CC LC-17B | GeoLITE (USA 158) | Experimentaler Kommunikationssatellit | GTO | Erfolg | |
| 30. Juni 2001 19:46 | Delta 7425-10C | D-286 | CC LC-17B | WMAP (Explorer 80) | Forschungssonde | Heliozentrischer L1-Orbit | Erfolg | |
| 8. August 2001 16:13 | Delta 7326 | D-287 | CC LC-17A | Genesis | Forschungssonde | Fluchtbahn zum L1-Punkt | Erfolg | |
| 18. Oktober 2001 18:51 | Delta 7320-10C | D-288 | Va SLC-2W | Quickbird 2 | Erdbeobachtungssatellit | LEO | Erfolg | |
| 7. Dezember 2001 15:07 | Delta 7920-10C | D-289 | Va SLC-2W | / Jason 1 TIMED | Höhenmessungs- und Radarsatellit Forschungssatellit | LEO | Erfolg | |
| 2002 | | | | | | | | |
| 11. Februar 2002 17:43 | Delta 7920-10C | D-290 | Va SLC-2W | Iridium 90, 91, 94, 95, 96 | Fünf Kommunikationssatelliten | LEO | Erfolg | |
| 4. Mai 2002 09:54 | Delta 7920-10L | D-291 | Va SLC-2W | EOS-PM 1 (Aqua) | Erdbeobachtungssatellit | Polarer SSO | Erfolg | |
| 3. Juli 2002 06:47 | Delta 7425-9.5 | D-292 | CC LC-17A | CONTOUR | Raumsonde zum Kometen 2P/Encke | Fluchtbahn | Erfolg Sonde später im Weltraum explodiert | |
| 2003 | | | | | | | | |
| 12. Januar 2003 00:45 | Delta 7320-10C | D-294 | Va SLC-2W | ICESat CHIPSat (Explorer 82) | Erdbeobachtungssatellit Astronomiesatellit | SSO | Erfolg | |
| 29. Januar 2003 18:06 | Delta 7925-9.5 | D-295 | CC LC-17B | GPS IIR-8 (USA 166) XSS 10 | Militärischer Navigationssatellit Experimentalsatellit | Transferbahn zum GPS-Orbit LEO | Erfolg | |
| 31. März 2003 22:09 | Delta 7925-9.5 | D-297 | CC LC-17A | GPS IIR-9 (USA 168) | Militärischer Navigationssatellit | Transferbahn zum GPS-Orbit | Erfolg | |
| 10. Juni 2003 17:58 | Delta 7925-9.5 | D-298 | CC LC-17A | Spirit (MER-A) | Marsrover | Fluchtbahn zum Mars | Erfolg | |
| 8. Juli 2003 04:18 | Delta 7925H-9.5 | D-299 | CC LC-17B | Opportunity (MER-B) | Marsrover | Fluchtbahn zum Mars | Erfolg | |
| 25. August 2003 05:35 | Delta 7920H-9.5 | D-300 | CC LC-17B | Spitzer-Weltraumteleskop | Weltraumteleskop | Sonnenumlaufbahn | Erfolg | |
| 21. Dezember 2003 08:05 | Delta 7925-9.5 | D-302 | CC LC-17A | GPS IIR-10 (USA 175) | Militärischer Navigationssatellit | Transferbahn zum GPS-Orbit | Erfolg | |
| 2004 | | | | | | | | |
| 20. März 2004 17:53 | Delta 7925-9.5 | D-303 | CC LC-17B | GPS IIR-11 (USA 177) | Militärischer Navigationssatellit | Transferbahn zum GPS-Orbit | Erfolg | |
| 20. April 2004 16:57:24 | Delta 7920-10C | D-304 | Va SLC-2W | Gravity Probe B | Forschungssatellit | Polare Umlaufbahn | Erfolg | |
| 23. Juni 2004 22:54 | Delta 7925-9.5 | D-305 | CC LC-17B | GPS IIR-12 (USA 178) | Militärischer Navigationssatellit | Transferbahn zum GPS-Orbit | Erfolg | |
| 15. Juli 2004 10:01:59 | Delta 7920-10L | D-306 | Va SLC-2W | Aura | Erdbeobachtungssatellit | SSO | Erfolg | |
| 3. August 2004 06:15:56 | Delta 7925H-9.5 | D-307 | CC LC-17B | MESSENGER | Merkurorbiter | Fluchtbahn zum Merkur | Erfolg | |
| 6. November 2004 05:39 | Delta 7925-9.5 | D-308 | CC LC-17B | GPS IIR-13 (USA 180) | Militärischer Navigationssatellit | Transferbahn zum GPS-Orbit | Erfolg | |
| 20. November 2004 17:16 | Delta 7320-10C | D-309 | CC LC-17A | Swift | Gammastrahlensatellit | LEO | Erfolg | |
| 2005 | | | | | | | | |
| 12. Januar 2005 18:47:08 | Delta 7925-9.5 | D-311 | CC LC-17B | Deep Impact | Raumsonde zu Komet 9P/Tempel 1 | Fluchtbahn | Erfolg | |
| 20. Mai 2005 10:22:01 | Delta 7320-10C | D-312 | Va SLC-2W | NOAA-N/18 | Wettersatellit | SSO | Erfolg | |
| 26. September 2005 03:37 | Delta 7925-9.5 | D-313 | CC LC-17A | GPS IIRM-1 (USA 183) | Militärischer Navigationssatellit | Transferbahn zum GPS-Orbit | Erfolg | |
| 2006 | | | | | | | | |
| 28. April 2006 10:02 | Delta 7420-10C | D-314 | Va SLC-2W | / CALIPSO CloudSat | Erdbeobachtungssatelliten | SSO | Erfolg | |
| 21. Juni 2006 22:15 | Delta 7925-9.5 | D-316 | CC LC-17A | MiTEx A&B, MiTEx Vehicle | Zwei militärische Minisatelliten mit vierter Raketenstufe | GTO | Erfolg | |
| 25. September 2006 18:50 | Delta 7925-9.5 | D-318 | CC LC-17A | GPS IIRM-2 (USA 190) | Militärischer Navigationssatellit | Transferbahn zum GPS-Orbit | Erfolg | |
| 26. Oktober 2006 00:52 | Delta 7925-10L | D-319 | CC LC-17B | STEREO A und B | Zwei Sonnenobservatorien | HEO mit Apogäum in etwa 400.000 km Höhe | Erfolg | |
| 17. November 2006 19:12 | Delta 7925-9.5 | D-321 | CC LC-17A | GPS IIRM-3 (USA 192) | Militärischer Navigationssatellit | Transferbahn zum GPS-Orbit | Erfolg | |
| 14. Dezember 2006 21:00 | Delta 7920-10C | D-322 | Va SLC-2W | NRO-L 21 (USA 193) | Geheimer Spionagesatellit | LEO | Erfolg | |
| 2007 | | | | | | | | |
| 17. Februar 2007 23:01 | Delta 7925-10C | D-323 | CC LC-17B | THEMIS | Fünf Magnetosphärensatelliten | HEO, Perigäum in 64.000 km und Apogäum in 190.000 km Höhe | Erfolg | |
| 8. Juni 2007 02:34 | Delta 7420-10C | D-324 | Va SLC-2W | COSMO 1 | Erdbeobachtungssatellit | SSO | Erfolg | |
| 4. August 2007 09:26 | Delta 7925-9.5 | D-325 | CC LC-17A | Phoenix | Marslander | Fluchtbahn zum Mars | Erfolg | |
| 18. September 2007 18:35 | Delta 7920-10C | D-326 | Va SLC-2W | WorldView-1 | Erdbeobachtungssatellit | SSO | Erfolg | |
| 27. September 2007 11:34 | Delta 7925H-9.5 | C-327 | CC LC-17B | Dawn | Sonde zur Vesta und Ceres | Fluchtbahn | Erfolg | |
| 17. Oktober 2007 12:23 | Delta 7925-9.5 | D-328 | CC LC-17A | GPS IIRM-4 (USA 196) | Militärischer Navigationssatellit | Transferbahn zum GPS-Orbit | Erfolg | |
| 9. Dezember 2007 02:31 | Delta 7420-10C | D-330 | Va SLC-2W | COSMO 2 | Erdbeobachtungssatellit | SSO | Erfolg | |
| 20. Dezember 2007 20:04 | Delta 7925-9.5 | D-331 | CC LC-17A | GPS IIRM-5 (USA 199) | Militärischer Navigationssatellit | Transferbahn zum GPS-Orbit | Erfolg | |
| 2008 | | | | | | | | |
| 15. März 2008 06:10 | Delta 7925-9.5 | D-332 | CC LC-17A | GPS IIRM-6 (USA 201) | Militärischer Navigationssatellit | Transferbahn zum GPS-Orbit | Erfolg | |
| 11. Juni 2008 16:05 | Delta 7920H-10C | D-333 | CC LC-17B | GLAST | Gammastrahlenobservatorium | 565 km hohe Kreisbahn mit 28,5° Inklination zum Äquator | Erfolg | |
| 20. Juni 2008 07:46 | Delta 7320-10C | D-334 | Va SLC-2W | / Jason 2 | Ozeanboden-Kartografierungssatellit | SSO? | Erfolg | |
| 6. September 2008 18:50 | Delta 7420-10C | D-335 | Va SLC-2W | GeoEye 1 | Erdbeobachtungssatellit | SSO | Erfolg | |
| 25. Oktober 2008 02:28 | Delta 7420-10C | D-336 | Va SLC-2W | COSMO 3 | Erdbeobachtungssatellit | SSO | Erfolg | |
| 2009 | | | | | | | | |
| 6. Februar 2009 10:22 | Delta 7420-10C | D-338 | Va SLC-2W | NOAA-N'/19 | Wettersatellit | SSO | Erfolg | |
| 7. März 2009 03:49 | Delta 7925-10L | D-339 | CC LC-17B | Kepler | Weltraumteleskop | Sonnenumlaufbahn | Erfolg | |
| 24. März 2009 08:34 | Delta 7925-9.5 | D-340 | CC LC-17A | GPS IIRM-7 (USA 203) | Militärischer Navigationssatellit | Transferbahn zum GPS-Orbit | Erfolg | |
| 5. Mai 2009 20:24 | Delta 7920-10C | D-341 | Va SLC-2W | STSS-ATRR (USA 205) | Experimenteller Aufklärungssatellit | niedriger polarer Orbit | Erfolg | |
| 17. August 2009 10:35 | Delta 7925-9.5 | D-343 | CC LC-17A | GPS IIRM-8 (USA 206) | Militärischer Navigationssatellit | Transferbahn zum GPS-Orbit | Erfolg | |
| 25. September 2009 12:20 | Delta 7920-10C | D-344 | CC LC-17B | STSS Demo | Zwei Frühwarnungssatelliten | LEO | Erfolg | |
| 8. Oktober 2009 18:51 | Delta 7920-10C | D-345 | Va SLC-2W | WorldView 2 | Erdbeobachtungssatellit | LEO | Erfolg | |
| 14. Dezember 2009 14:09:33 | Delta 7320-10C | D-347 | Va SLC-2W | WISE | Weltraumteleskop | SSO | Erfolg | |
| 2010 | | | | | | | | |
| 6. November 2010 02:20 | Delta 7420-10C | D-350 | Va SLC-2W | COSMO 4 | Erdbeobachtungssatellit | SSO | Erfolg | |
| 2011 | | | | | | | | |
| 10. Juni 2011 14:20 | Delta 7320-10C | D354 | Va SLC-2W | / SAC-D | Erdbeobachtungssatellit | LEO | Erfolg | |
| 10. September 2011 13:08 | Delta 7920H-10C | D-356 | CC LC-17B | GRAIL A, B | Mondsonde | Fluchtbahn zum Mond | Erfolg | |
| 28. Oktober 2011 09:48 | Delta 7920-10C | D-357 | Va SLC-2W | Suomi NPP RAX 2 DICE 1, 2 AubieSat 1 M-Cubed/COVE E1P U2 | Wettersatellit Forschungssatellit Amateurfunksatellit Technologiesatellit Forschungssatellit                                                                                        | LEO | Erfolg | |
| 2014 | | | | | | | | |
| 2. Juli 2014 09:56 | Delta 7320-10C | D-367 | Va SLC-2W | OCO-2 | Forschungssatellit | SSO | Erfolg | |
| 2015 | | | | | | | | |
| 31. Januar 2015 14:22 | Delta 7320-10C | D-370 | Va SLC-2W | SMAP ExoCube 1 GRIFEX FIREBIRD FU3, FU4 | Erdbeobachtungssatellit Forschungssatellit Technologiesatellit Zwei Technologiesatelliten                                                                                           | SSO | Erfolg | |
| 2017 | | | | | | | | |
| 18. November 2017 09:47 | Delta 7920-10C | D-378 | Va SLC-2W | JPSS-1 (NOAA-20) Buccaneer RMM MiRaTa EagleSat RadFxSat MakerSat 0 | Wettersatellit Technologiesatellit Erdbeobachtungssatellit Bildungssatellit Amateurkommunikationssatellit Technologiesatellit                                                       | SSO | Erfolg | |
| 2018 | | | | | | | | |
| 15. September 2018 13:02 | Delta 7420-10C | D-381 | Va SLC-2W | ICESat-2 ELFIN A ELFIN-STAR SurfSat CP7 (DAVE) | Erdbeobachtungssatellit Forschungssatellit Technologiesatellit | LEO (polar) | Erfolg Letzter Start der Delta-II | |